# J. P. Manoux
J. P. Manoux, de son vrai nom Jean-Paul Christophe Manoux, est un acteur américain d'origine française né le 8 juin 1969 à Fresno, en Californie (États-Unis).

## Filmographie
- 1993 : Le Démon d'Halloween 2 : Tommy
- 1996 : Clinic E : Eric
- 1997 : Fairfax Fandango : Andy
- 1997 : Working (série télévisée) : Jr. Executive
- 1998 : Art House : Beezer
- 1998 : For Your Love (série télévisée) : Shelter Director
- 1998 : Einstein, le chien savant (Breakfast with Einstein) (TV) : le propriétaire du chihuahua
- 1998 : Troisième planète après le Soleil (3rd Rock from the Sun) (série télévisée) : Clerk
- 1998 : Maggie (série télévisée) : Ted
- 1998 : Reunited (série télévisée) : Father Stasniak
- 1998 : Becker (série télévisée) : Rusty
- 1999 : Susan! (Suddenly Susan) (série télévisée) : Lukaro
- 1999 : Complot génétique (The Darwin Conspiracy) (TV) : Roger l'étudiant
- 1999 : Treasure Island : officier Hughes
- 1999 : Caroline in the City (série télévisée) : le client
- 1999 : Voilà ! (Just Shoot Me!) (série télévisée) : Glenn
- 1999 : Inspecteur Gadget (Inspector Gadget) : l'assistant du maire
- 1999 : Père malgré tout (Oh, Grow Up) (série télévisée) : Marc
- 1999 : Mortelle théorie (The Auteur Theory) :  Mike Dong
- 1999 : Galaxy Quest : Excited Alien
- 2000 : Liées par le secret (Our Lips Are Sealed) : Robber
- 2000 : Stark Raving Mad (série télévisée) : Lewis
- 2000 : 100 % normal (Brutally Normal) (série télévisée) : Twitch
- 2000 : Shasta (Shasta McNasty) (série télévisée) : Nicolai
- 2000 : Le Drew Carey Show (The Drew Carey Show) (série télévisée) : Malcolm
- 2000 : Opposite Sex (série télévisée) : A-Tech Guy
- 2000 : Running Mates (TV) : Carl
- 2000 : Bull (série télévisée)
- 2000 : Angel (série télévisée) : Bellman
- 2000 : The Norm Show (série télévisée) : Thomas
- 2001 : Nikki (série télévisée) : Colin
- 2001 : Nash Bridges (série télévisée) : Gene Bacon
- 2001 : Un gars du Queens (The King of Queens) (série télévisée) : Clerk
- 2001 : Beer Money (TV) : Neal Blank
- 2001 : The Wayne Brady Show (série télévisée) : Various
- 2001 : The Hughleys (série télévisée) : Mr. Babbes
- 2001 : Parents à tout prix (Grounded for Life) (série télévisée) : Dave
- 2001 : Mickey, la magie de Noël (Mickey's Magical Christmas: Snowed in at the House of Mouse) (vidéo) : Kuzco (voix)
- 2001 : Ocean's Eleven : Aide-de-Camp
- 2002 : La Guerre des Stevens (Even Stevens) (série télévisée) : Shorty
- 2002 : Crazy as Hell : Arnie
- 2002 : Will et Grace (série télévisée) : Minion
- 2002 : Scooby-Doo : Scrappy Rex (voix)
- 2002 : Wednesday 9:30 (8:30 Central) (série télévisée) : Dave Henry
- 2002 : Disney's tous en boîte (House of Mouse) (série télévisée) : Kuzco
- 2002 : Oui, chérie ! (Yes, Dear) (série télévisée) : Host
- 2002 : Sabrina, l'apprentie sorcière (Sabrina, the Teenage Witch) (série télévisée) : Stan
- 2002 : Washington Police (The District) (série télévisée) : Jerry Dworski
- 2003 : Les Anges de la nuit (Birds of Prey) (série télévisée) : Cameron Anderson
- 2003 : Charmed (série télévisée) : Stanley
- 2003 : Less Than Perfect (série télévisée) : Peter
- 2003 : Le Rappeur de Malibu (Malibu's Most Wanted) : Gary
- 2004 : Eurotrip : Robot Man
- 2004 : Scooby-Doo 2 : les monstres se déchaînent (Scooby Doo 2: Monsters Unleashed) : Scooby Brainiac (voix)
- 2004 : Starship Troopers 2 : Héros de la Fédération (Starship Troopers 2: Hero of the Federation) (vidéo) : Sergent Ari Peck
- 2004 : Le Jour d'après (The Day After Tomorrow) : L.A. Cameraman
- 2004 : Reno 911, n'appelez pas ! (série télévisée) : l'Arménien nudiste
- 2004 : Ma famille d'abord (My Wife and Kids) (série télévisée) : Steve
- 2004 : Smallville (série télévisée) : Edgar Cole
- 2004 : Half and Half (série télévisée) : Erik
- 2004 : Mon beau-père, mes parents et moi (Meet the Fockers) : le policier local
- 2005 : Unscripted (série télévisée) : le monteur
- 2005 : Tennis, Anyone...? : P.J. Monet
- 2005 : The Island : Seven Foxtrot
- 2005 : The Trouble with Dee Dee : Yugo
- 2005 : Kuzco 2 : King Kronk (The Emperor's New Groove 2: Kronk's New Groove) (vidéo) : Kuzco  (voix)
- 2005 : How I Met Your Mother (série télévisée) : le sosie de Moby
- 2006 : Scrubs (série télévisée) : Charlie
- 2006 : Preuve à l'appui (Crossing Jordan) (série télévisée) : Sorenson
- 2006 : The Disney Channel Games (feuilleton TV) : Kuzco (voix)
- 2006 : The Beach Party at the Threshold of Hell : TV Dad
- 2006 : Phil du futur (Phil of the Future) (série télévisée) : Curtis et vice-principal Hacket
- 2007 : Imperfect Union (TV) : Reggie
- 2007 : Random! Cartoons (série télévisée)
- 2007 : Alerte à Miami : Reno 911 ! (Reno 911!: Miami) : l'Arménien nudiste
- 2007 : In Case of Emergency (série télévisée) : Marty
- 2007 : Les Héros d'Higglyville (Higglytown Heroes) (série télévisée) : Bike Repair Guy
- 2007 : The Disney Channel Games (feuilleton TV) : Kuzco (voix)
- 2007 : En cloque, mode d'emploi (Knocked Up) : Dr Angelo
- 2007 : Transformers de Michael Bay : Witness
- 2007 : What We Do Is Secret : Rodney Bingenheimer
- 2007 : Monk (Saison 6, épisode 9) (série télévisée) : Jacob Posner
- 2007 : Cavemen (série télévisée) : Glen
- 2008 : Trailer Park of Terror : Cigrit
- 2008 : Minutemen : Les Justiciers du temps (Minutemen) (TV) : Vice Principal Tolkan
- 2008 : An Inconvenient Head : le docteur
- 2008 : Finding Amanda : Tony
- 2008 : Max la Menace : Bruce et Lloyd se déchaînent (Get Smart's Bruce and Lloyd Out of Control) : Neil
- 2008 : My Boys (série télévisée) : David
- 2008 : Kuzco, un empereur à l'école (The Emperor's New School) (série télévisée) : Kuzco
- 2008 : Urgences (ER) (série télévisée) : Dr Dustin Crenshaw
- 2008 : Volt, star malgré lui (Bolt) : Tom (voix)
- 2009 : Les Remplaçants (The Replacements) (série télévisée) : Johnny Hitswell
- 2009 : Weather Girl : Raymond
- 2009 : Aaron Stone : Stan
- 2012 : L'Enfer au paradis : Le Destin tragique d'Alice H. (Secrets of Eden) (TV) : Emmet Walker
- 2012 : Atlas Shrugged: Part II de John Putch : un conducteur
- 2012-2013 : Community (série télévisée) : Faux-by
- 2013 : Scary Movie 5 : Pierre[2]
- 2016 : Good Girls Revolt (série télévisée) : JP Crowley
- 2018 : Swedish Dicks (série télévisée) : Lou
- 2021 : Nobody d'Ilya Naishuller : Darran